# Batman: Hush (film)
Batman: Hush è un film d'animazione del 2019 diretto da Justin Copeland.
Realizzato sulla base dell'omonimo fumetto, il film è il quattordicesimo capitolo del cosiddetto DC Animated Movie Universe, facente parte dei DC Universe Animated Original Movies, e vede il Cavaliere Oscuro alle prese con un nuovo avversario chiamato Hush, il quale conosce tutti i suoi segreti.

## Trama
Bruce Wayne partecipa a una serata di gala dove incontra Selina Kyle e il suo amico d'infanzia nonché stimato neurochirurgo Thomas Elliot, ma è costretto ad andarsene quando Alfred lo avverte del rapimento di un bambino da parte di Bane: dopo un breve combattimento, al termine del quale salva il ragazzino e sconfigge il criminale, Batman viene avvicinato da Lady Shiva, la quale lo informa che uno sconosciuto ha adoperato il Pozzo di Lazzaro approfittando delle lotte interne alla Lega delle Ombre e perciò gli chiede di indagare su di lui. Poco dopo Catwoman ruba i soldi del riscatto e Batman la insegue sui tetti finché una figura non lo fa precipitare ferendolo gravemente: Bruce viene salvato da una banda di criminali dalla stessa Catwoman e Batgirl e, mentre quest'ultima gli presta soccorso, Selina consegna i soldi rubati a Poison Ivy, che la controlla mediante il suo bacio ipnotico.
Alfred contatta Thomas per curare Bruce il quale, dopo essersi ristabilito, visita il Penitenziario di Blackgate per interrogare Bane su dove si trova il denaro rubato; il criminale si libera e Batman stipula un accordo con Amanda Waller per seguirlo e scoprire dove siano i soldi. Bane conduce senza saperlo Batman alla serra ormai abbandonata di Ivy, dove si trova anche Catwoman, dopodiché viene catturato e riportato al penitenziario dalla Waller. Desiderando vendetta contro Ivy, Catwoman convince Batman a farsi accompagnare e i due si scambiano un bacio dando inizio a una storia d'amore; si dirigono poi a Metropolis, dove si trova Ivy, che Batman rintraccia grazie ad alcune informazioni di Lex Luthor, membro in prova della Justice League. Raggiunta la criminale, Bruce scopre che Ivy ha posto Superman sotto il suo controllo e gli comanda di ucciderli; Batman si accorge però che il kryptoniano sta inconsciamente resistendo al controllo mentale, trattenendosi dall'ucciderli, quindi combatte contro di lui mentre Catwoman fa precipitare Lois Lane dalla cima di un edificio, al che Superman si libera dal controllo di Ivy per salvarla. Batman, Catwoman e Superman si alleano per sconfiggere Ivy, la quale confessa di essere stata manipolata da un misterioso nemico chiamato Hush; quest'ultimo, nel frattempo, contatta Harley Quinn convincendola ad aiutarlo mostrandogli di aver rapito Joker.
Nel frattempo Bruce ha un appuntamento con Selina, con grande approvazione della sua famiglia (tranne Robin), e i due vanno ad assistere ad un'opera teatrale assieme a Elliot. Harley irrompe nel teatro e cerca di uccidere Bruce: nello scontro che segue Thomas viene ucciso apparentemente dal Joker, appena liberato dalla prigionia di Hush, e nonostante il criminale si dichiari innocente Batman arriva quasi ad ucciderlo per il furore prima che intervenga Gordon. Al funerale di Elliot, Bruce intuisce che c'è Hush dietro quella serie di crimini e che conosce la sua vera identità; riesce a inseguirlo dopo aver sventato una rapina dell'Enigmista, ma non riesce a catturarlo. Temendo per l'incolumità di Selina, Batman le chiede di lasciare la città poiché Hush ha giurato di uccidere tutti coloro che gli sono vicini e le rivela la sua vera identità, pertanto i due diventano ufficialmente una coppia e cominciano a combattere insieme il crimine.
Batman indaga nell'ufficio di Elliot e scopre che uno dei suoi pazienti, Arthur Wynne, era in cerca di un'operazione per guarire un incurabile cancro al cervello. Nightwing e Catwoman si recano ad un cimitero per un furto avvenuto al suo interno e subiscono un attacco di Spaventapasseri, il quale sopraffà Dick con la sua tossina della paura. Catwoman salva l'eroe e lo conduce in salvo ma viene subito dopo catturata da Hush. All'Arkham Asylum Batman interroga l'Enigmista, che rivela di essere in realtà Wynne, Hush e l'intruso del Pozzo di Lazzaro, nel quale si era immerso per guarire dal cancro; durante la cura aveva sviluppato tali capacità cognitive da intuire l'identità segreta di Batman, formulando poi un piano per distruggere la sua vita personale e la sua carriera di lotta al crimine. Batman tuttavia intuisce che l'Enigmista che ha davanti è in realtà Clayface - controllato tramite un microchip - mentre il vero Enigmista si trova in un edificio dove ha intrappolato Catwoman.
Batman sopraggiunge scontrandosi con lui; mentre la struttura esplode attorno a loro, Batman cerca di trarre anche in salvo il criminale prima che precipiti, ma Catwoman recide il cavo con cui lo reggeva facendolo cadere nel vuoto. Selina decide quindi di troncare il suo rapporto con Batman a causa del loro disaccordo etico, affermando però che in futuro potrebbero stare ancora assieme.